# Le Prodige inconnu
 (juillet 2024).
Pour plus de détails, voir Fiche technique et Distribution.
Le Prodige inconnu (The Song of Names ou Le Chant des noms au Québec) est un film dramatique britannico-germanico-hongro-canadien réalisé par François Girard et sorti en 2019. Il s'agit de l'adaptation du roman du même nom de Norman Lebrecht (2001).

## Synopsis
Au début de la Seconde Guerre mondiale, Dovidl Rapaport, jeune prodige polonais de violon âgé de 9 ans, est confié à la famille Simmonds, qui s'apprête à partir pour Angleterre. Le jeune Martin Simmonds, qui a le même âge que Dovidl Rapaport, tout d'abord jaloux que son père prête plus attention au nouveau venu, devient très vite ami avec Dovidl. Plus tard, devenu adulte, Dovidl disparaît alors qu'il est attendu au concert. Martin se sent soudain abandonné, et va passer sa vie à le rechercher jusqu'à ce qu'il rencontre, en 1985, un jeune violoniste tenant son archet comme Dovidl.

## Fiche technique
Sauf indication contraire, les informations mentionnées dans cette section peuvent être confirmées par la base de données cinématographiques IMDb,  présente dans la section « Liens externes ».
- Titre original : The Song of Names
- Titre français : Le Prodige inconnu
- Titre québécois : Le Chant des noms
- Réalisation : François Girard
- Scénario : Jeffrey Caine (en)
- Musique : Howard Shore
- Direction artistique : Katie Gormley et Magdolna Varga
- Décors : François Séguin
- Costumes : Anne Dixon
- Photographie : David Franco
- Montage : Michel Arcand
- Production : Nick Hirschkorn, Lyse Lafontaine et Robert Lantos
- Production déléguée : Christian Angermayer, Alan Howard, Joe Iacono, Tibor Krsko, Randy Lennox, Nadine Luque, Jens Meurer, Mark Musselman, Anant Singh, Stephen Spence, Peter Touche et Peter Watson
- Coproduction : Viktória Petrányi
- Sociétés de production : Serendipity Point Films, Lyla Films, Feel Films, Film House Germany, Echelon Productions, Feel Films, Proton Cinema
- Sociétés de distribution : Elevation Pictures (Canada) ; Kinostar Filmverleih (Allemagne)
- Pays de production :  Allemagne /  Canada /  Hongrie /  Royaume-Uni
- Langues officielles : anglais, hébreu, polonais, italien
- Genres : drame ; guerre, historique
- Durée : 114 minutes
- Dates de sortie :
  - Canada : 8 septembre 2019 (avant-première au Festival international du film de Toronto) ; 25 décembre 2019 sortie limitée)
  - Hongrie : 6 février 2020
  - Allemagne : 6 août 2020
  - France : 8 septembre 2021 (OCS)[1]

## Distribution
- Tim Roth (VQ : Benoît Gouin) : Martin Simmonds
  - Gerran Howell (en) (VQ : Alexandre Bacon) : Martin Simmonds, âgé de 17–23 ans.
  - Misha Handley (VQ : Mathéo Savard-Piccinin) : Martin Simmonds, âgé de 9–13 ans.
- Clive Owen (VQ : Louis-Philippe Dandenault) : Dovidl Rapoport
  - Jonah Hauer-King (VQ : Xavier Dolan) : Dovidl Rapoport, âgé de 17–21 ans.
  - Luke Doyle (VQ : Adam Moussamih) : Dovidl Rapoport, âgé de 9–13 ans.
- Stanley Townsend (en) (VQ : Guy Nadon) : Gilbert Simmonds
- Catherine McCormack (VQ : Mélanie Laberge) : Helen Simmonds
  - Marina Hambro : Helen Simmonds, jeune.
- Magdalena Cielecka (pl) (VQ : Julie Burroughs) : Anna Wozniak
- Saul Rubinek : M. Feinman
- Eddie Izzard : l'animateur de radio sur BBC

 Source et légende : version québécoise (VQ) sur Doublage.qc.ca

## Production

### Tournage
Le tournage débute le 27 septembre 2018. Il a lieu à Londres, Budapest, Treblinka, Montréal et New York.

### Musique
La musique du film est composée par Howard Shore, en compagnie de Ray Chen et le chantre Daniel Mutlu pour quelques titres. La bande originale sort le 13 décembre 2019.
Liste de pistes
1. The Song of Names for Violin and Cantor (3:17 - avec Ray Chen et Daniel Mutlu)
2. London Debut 1951 (1:17)
3. They Have To Be Told (1:23)
4. Play for the Ashes (0:42 - avec Ray Chen)
5. For His Father (1:28 - avec Ray Chen)
6. Bicycling (1:44)
7. 24 Caprices for Violin, Op. 1, MS. 25: No. 9 in E Major La Chasse (3:07 - avec Ray Chen)
8. Warsaw 1986 (2:14)
9. Family Portrait (1:17 - avec Ray Chen)
10. The Asylum (0:39)
11. Synagogue 1947 (1:06 - avec Ray Chen)
12. Treblinka Memorial (1:30 - avec Ray Chen)
13. Farewell Anna (0:45)
14. Partita for Violin No. 2, BWV 1004: 2. Courante , de Ray Chen (2:52)
15. Seeking the Gagliano (0:55 - avec Ray Chen)
16. Crown Heights (1:13 - avec Ray Chen)
17. Brooklyn (0:43)
18. Stoke Newington (1:42 - avec Ray Chen)
19. The Song of Names Prayer (2:33 - avec Daniel Mutlu)
20. It Ended in Silence (4:24 - avec Ray Chen)
21. Dovidl’s Letter (1:37)
22. The Song of Names for Violin and Orchestra (3:01 - avec Ray Chen)

## Accueil
Le film est sélectionné et présenté le 8 septembre 2019, en avant-première au Festival international du film de Toronto.

## Récompenses
- 2021 : Prix Iris - Québec Cinéma du film s'étant le plus illustré à l'extérieur du Québec pour Le Chant des Noms (The Song of Names)
- 2020 : Canadian Society of Cinematographers (CSC) pour best theatrical feature cinematography pour Le Chant des Noms (The Song of Names)
- 2020 : Académie Canadienne du cinema et de la télévision pour meilleure chanson originale pour Le Chant des Noms (The Song of Names)
- 2020 : Académie Canadienne du cinema et de la télévision pour meilleure musique originale pour Le Chant des Noms (The Song of Names)
- 2020 : Académie Canadienne du cinema et de la télévision pour meilleur son d’ensemble pour Le Chant des Noms (The Song of Names)
- 2020 : Académie Canadienne du cinema et de la télévision pour meilleur montage sonore pour Le Chant des Noms (The Song of Names)
- 2020 : Académie Canadienne du cinema et de la télévision pour meilleurs maquillages pour Le Chant des Noms (The Song of Names)